# Luamoko
Luamoko ist eine Insel in der tonganischen Inselgruppe Vavaʻu.

## Geographie
Luamoko ist eine kleine Insel im Archipel Vavaʻu. Sie liegt am westlichen Rand des Atolls im Ava Pulepulekai-Kanal, der weit ins Zentrum der Inselgruppe und bis ins Zentrum der Hauptinsel führt. Sie liegt vor der Südostküste von Hunga, gegenüber von Nuapapu.

## Klima
Das Klima ist tropisch heiß, wird jedoch von ständig wehenden Winden gemäßigt. Ebenso wie die anderen Inseln der Vavaʻu-Gruppe wird Luamoko gelegentlich von Zyklonen heimgesucht.